# Силвестър I
Силвестър I е римски папа в периода от януари 314 до 31 декември 335 г.
Със своите 21 години и 11 месеца , той е един от епископите на Рим, които най-дълго оглавяват Светия престол.
Паметта на Свети Силвестър се почита в България на 2 януари, а в римокатолическата църква на 31 декември.

## Легенди
Името на папа Силвестър I се свърза дълго време и с т.нар. Константинов дар. Считало се, че той е даден от император Константин I Велики на папа Силвестър I и с него той предал върховната власт над Западната Римска империя, в т.ч. над Италия на папата. Неистинността на този документ е доказана по-късно.